# فهرست بازیگران زن آمریکایی

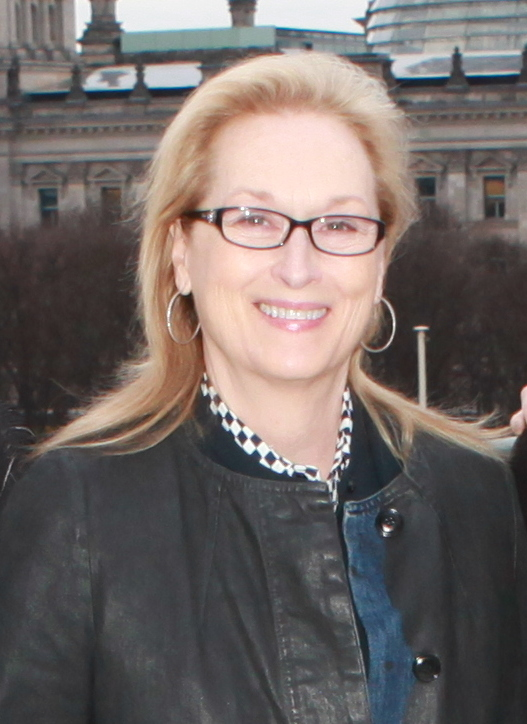
مریل استریپ

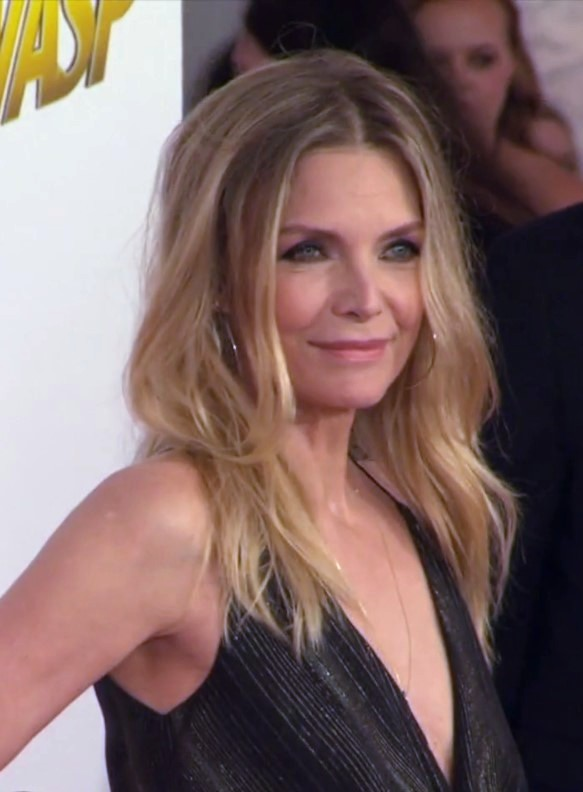
میشل فایفر

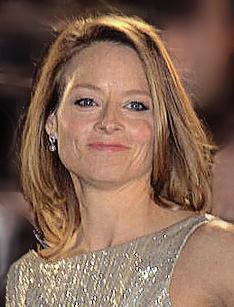
جودی فاستر

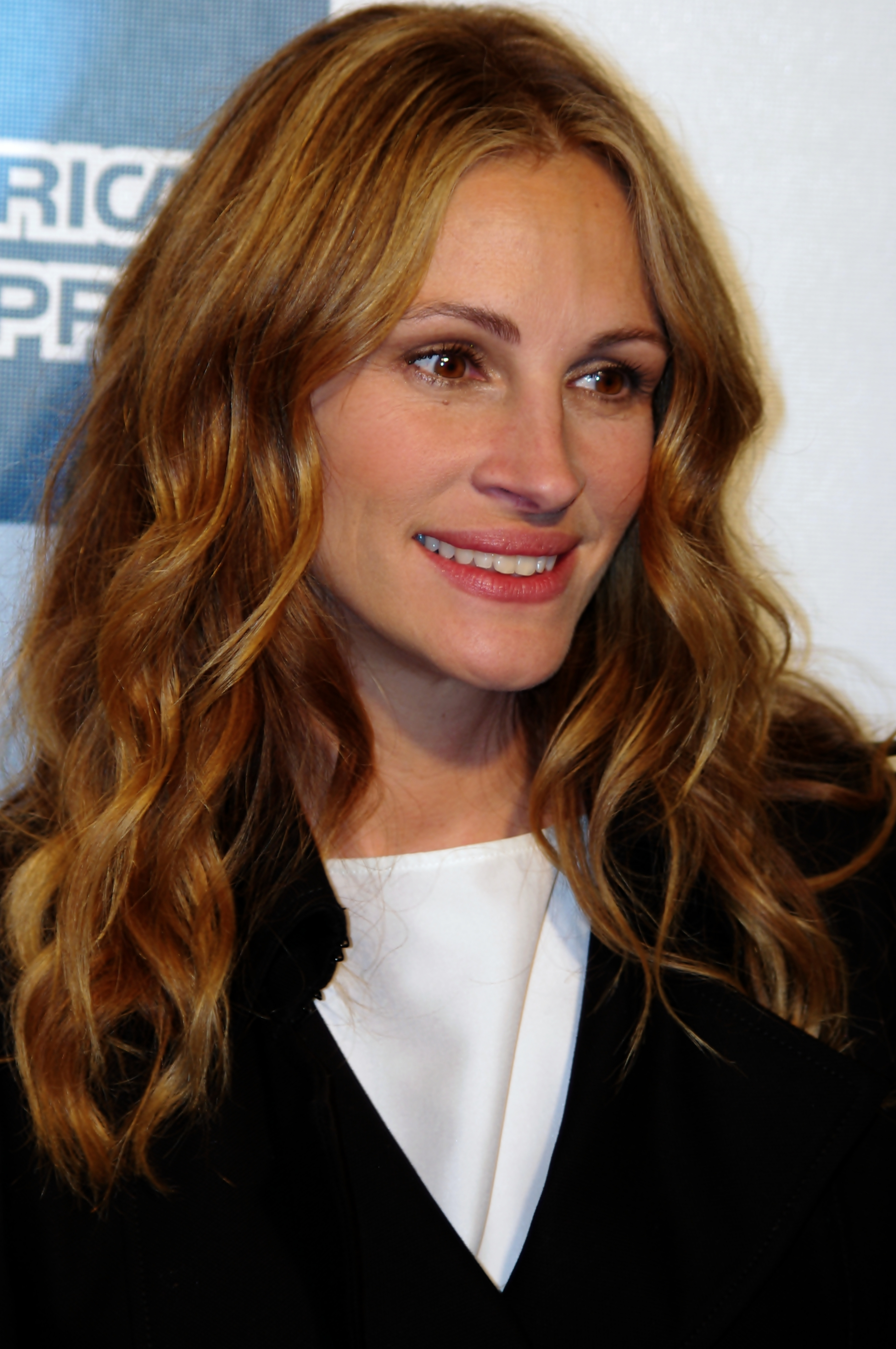
جولیا رابرتس

در زیر فهرست بازیگران زن آمریکایی به ترتیب حروف الفبای انگلیسی آورده شده‌است.

## A
- تاتی گابریل۲۰۲۲_۲۰۱۴
- بورلی آدلند ۱۹۴۲–۲۰۱۰
- ماریان آلدا ۱۹۴۸
- کارولین آرون ۱۹۵۲
- دیان ابوت ۱۹۴۵
- رز ابدو ۱۹۶۲
- دونزالی ابرناتی
- ویتنی ایبل ۱۹۸۲
- کندیس آکولا ۱۹۸۷
- امی اکر ۱۹۷۶
- جین آکر ۱۸۹۳–۱۹۷۸
- بتی آکرمن ۱۹۲۴–۲۰۰۶
- امی آدامز ۱۹۷۴ (متولد ایتالیا)
- بروک آدامز ۱۹۴۹
- ادی آدامز ۱۹۲۷–۲۰۰ (هنرپیشه)|جین آدامز]] ۱۹۶۵
- جوی لورن آدامز ۱۹۶۸
- جولی آدامز ۱۷ اکتبر ۱۹۲۶ ‏(۹۸ سال)
- لیلین آدامز ۱۹۲۲–۲۰۱۱
- آنا د آرماس ۱۹۸۸ (زاده کوبا)
- شهره آغداشلو ۱۹۵۲ (ایرانی الاصل)
- دیانا ایگران ۱۹۸۶
- کریستینا آگیلرا ۱۹۸۰
- لکسی اینسوورث ۱۹۹۲
- جسیکا آلبا ۱۹۸۱
- لولا آلبرایت ۲۰ ژوئیهٔ ۱۹۲۵ ‏(۹۹ سال)
- جایمی الکساندر ۱۹۸۴
- جین الکساندر ۱۹۳۹
- کندی الکساندر ۱۹۵۷
- ساشا الکساندر ۱۹۷۳
- تاتیانا علی ۱۹۷۹
- آنا آلیشیا ۱۹۵۶ (زاده مکزیک)
- دبی آلن ۱۹۵۰
- الیزابت آلن ۱۹۲۹–۲۰۰۶
- جوآن آلن ۱۹۵۶
- کارن آلن ۱۹۵۱
- کریستا آلن ۱۹۷۱
- لورا آلن ۱۹۷۴
- نانسی آلن ۱۹۵۰
- کریستی آلی ۱۹۵۱
- ژوئن الیسون ۱۹۱۷–۲۰۰۶
- دنیلا آلونسو ۱۹۷۸
- ترینی آلوارادو ۱۹۶۷
- لورن آمبروز ۱۹۷۸
- مدشن امیک ۱۹۷۰
- سوزی آمیس ۱۹۶۲
- اوا اموری ۱۹۸۵
- آندریا آندرس ۱۹۷۵
- جیلین اندرسون ۱۹۶۸
- لونی اندرسون ۱۹۴۵
- مری اندرسون ۱۹۱۸–۲۰۱۴
- ملودی اندرسون ۱۹۵۵
- نیکول گیل اندرسون ۱۹۹۰
- جنیفر آنیستون ۱۹۶۹
- اودت انابل ۱۹۸۵
- سوزان آنتون ۱۹۵۰
- شیری اپلبی ۱۹۷۸
- کریستینا اپل‌گیت ۱۹۷۱
- آن آرچر ۱۹۴۷
- بورلی آرچر ۱۹۴۸
- لیلا آرچری ۱۹۷۳
- ایو آردن ۱۹۰۸–۱۹۹۰
- اشلی آرگوتا ۱۹۹۳
- جیلیان آرمینانت ۱۹۶۸
- بس آرمسترانگ ۱۹۵۳
- سمیری آرمسترانگ ۱۹۸۰ (زاده ژاپن)
- آلکسیس آرکت ۱۹۶۹ (تراجنسیتی)
- پاتریشا آرکت ۱۹۶۸
- روزانا آرکت ۱۹۵۹
- بیتریس آرتور ۱۹۲۲–۲۰۰۹
- جین آرتور ۱۹۰۰–۱۹۹۱
- الیزابت اشلی ۱۹۳۹
- مری آستور ۱۹۰۶–۱۹۸۷
- ایدن اتوود ۱۹۶۹
- مارگارت آوری ۱۹۴۴
- نیکی آیکوکس ۱۹۷۵
- راشل آیتس ۱۹۷۶
- کندیس آزارا ۱۹۴۵

## B
- لورن باکال ۱۹۲۴–۲۰۱۴
- باربارا باک ۱۹۴۷
- کاترین بچ ۱۹۵۴
- مری بدهام ۱۹۵۲
- جین بادلر ۱۹۵۳
- پرل بیلی ۱۹۱۸–۱۹۹۰
- فای باینتر ۱۸۹۳–۱۹۶۸
- دیورا برد ۱۹۸۳
- کارول بیکر ۲۸ مهٔ ۱۹۳۱ ‏(۹۳ سال)
- کتی بیکر ۱۹۵۰
- لی الین بیکر ۱۹۷۲
- برندا باکی ۱۹۶۳
- فیروزه بالک ۱۹۷۴
- لوسیل بال ۱۹۱۱–۱۹۸۹
- تالیا بالسام ۱۹۵۹
- آن بنکرافت ۱۹۳۱–۲۰۰۵
- تلولا بنک‌هد ۱۹۰۲–۱۹۶۸
- الیزابت بنکس ۱۹۷۴
- تایرا بنکس ۱۹۷۳
- کریستینه بارانسکی ۱۹۵۲
- آدرین باربو ۱۹۴۵
- الن بارکین ۱۹۵۴
- پریسیلا بارنز ۱۹۵۵
- ماژل برت ۱۹۳۲–۲۰۰۸
- باربارا باری ۲۳ مهٔ ۱۹۳۱ ‏(۹۳ سال)
- دانا بارون ۱۹۶۶
- درو بریمور ۱۹۷۵
- اتل باریمور ۱۸۷۹–۱۹۵۹
- روزان بار ۱۹۵۲
- میشا بارتون ۱۹۸۶
- کیم بسینگر ۱۹۵۳
- آنجلا باست ۱۹۵۸
- کتی بیتس ۱۹۴۸
- سییا بتن ۱۹۷۲
- فرنسیس باویر ۱۹۰۲–۱۹۸۹
- آن بکستر ۱۹۲۳–۱۹۸۵
- جنیفر بیلز ۱۹۶۳
- آماندا برس ۱۹۵۸
- کیمبرلی بک ۱۹۵۶
- بانی بدیلیا ۱۹۴۸
- نیکول بهاری ۱۹۸۵
- کاترین بل ۱۹۶۸
- کریستن بل ۱۹۸۰
- لیک بل ۱۹۷۹
- کمیلا بل ۱۹۸۶
- کتلین بلر ۱۹۵۶
- ترویان بلیزاریو ۱۹۸۵
- ماریا بیلو ۱۹۶۷
- بیا بنادرت ۱۹۰۶–۱۹۶۸
- آندره‌آ بندوالد ۱۹۷۰
- آنت بنینگ ۱۹۵۸
- هیلی بنت ۱۹۸۸
- جوآن بنت ۱۹۱۰–۱۹۹۰
- آمبر بنسون ۱۹۷۷
- اشلی بنسون ۱۹۸۹
- جولی بنز ۱۹۷۲
- کندیس برگن ۱۹۴۶
- پالی برگن ۱۹۳۰–۲۰۱۴
- الیزابت برکلی ۱۹۷۲
- جینی برلین ۱۹۴۹
- کریستال برنار ۱۹۶۱
- ساندرا برنهارد ۱۹۵۵
- هلی بری ۱۹۶۶
- ولری برتینلی ۱۹۶۰
- آنجلا بتیس ۱۹۷۳
- تروی بیر ۱۹۶۴
- ماییم بیالیک ۱۹۷۵
- لسلی بیب ۱۹۷۳
- جسیکا بیل ۱۹۸۲
- باربارا بیلینگزلی ۱۹۱۵–۲۰۱۰
- ریچل بیلسون ۱۹۸۲
- تریسی بینگم ۱۹۶۸
- تورا بیرچ ۱۹۸۲
- کری بیشی ۱۹۸۴
- سامر بیشیل ۱۹۸۸
- کارن بلک ۱۹۳۹–۲۰۱۳
- جوآن بلکمن ۱۹۳۸
- بتسی بلر ۱۹۲۳–۲۰۰۹
- لیندا بلر ۱۹۵۹
- پاتریشیا بلیر ۱۹۳۳–۲۰۱۳
- سلما بلیر ۱۹۷۲
- آماندا بلیک ۱۹۲۹–۱۹۸۹
- رونی بلکلی ۱۹۴۵
- جولین بلالوک ۱۹۷۵
- تامی بلانچارد ۱۹۷۶
- الکسیز بلدل ۱۹۸۱
- یاسمین بلیث ۱۹۶۸
- جوان بلوندل ۱۹۰۶–۱۹۷۹
- نیکی بلونسکی ۱۹۸۸
- مون بلودگود ۱۹۷۵
- آن بلایت ۱۶ اوت ۱۹۲۸ ‏(۹۶ سال)
- النور بردمن ۱۸۹۸–۱۹۹۱
- ماری بولند ۱۸۸۰–۱۹۶۵
- جولیا باند ۱۹۸۷
- بولا بوندی ۱۸۸۹–۱۹۸۱
- لیزا بونت ۱۹۶۷
- شرلی بوت ۱۸۹۸–۱۹۹۲
- آلیو بردن ۱۹۰۶–۱۹۴۷
- میشل بورت ۱۹۷۸
- ریچل بوستون ۱۹۸۲
- کیت باسورث ۱۹۸۳
- باربارا بوشه ۱۹۴۳ (زاده آلمان)
- کلارا باو ۱۹۰۵–۱۹۶۵
- کاترینا بودن ۱۹۸۸
- آندریا بوون ۱۹۹۰
- جولی بوون ۱۹۷۰
- لارا فلین بویل ۱۹۷۰
- جسیکا بومن ۱۹۸۰
- لورین براکو ۱۹۵۴
- آلیس بردی ۱۸۹۲–۱۹۳۹
- الکساندرا برکنریج ۱۹۸۲
- تریسی ای برگمن ۱۹۶۳ (زاده آلمان)
- آیلین برنان ۱۹۳۲–۲۰۱۳
- امی برنمن ۱۹۶۴
- ابیگیل برسلین ۱۹۹۶
- جوردانا بوروستر ۱۹۸۰
- پجت بروستر ۱۹۶۹
- کلوئه بریجز ۱۹۹۱
- الیسون بری ۱۹۸۲
- کانی بریتون ۱۹۶۷
- بت بروریک ۱۹۵۹
- جین بروک ۱۹۶۰
- جرالدین بروکس ۱۹۲۵–۱۹۷۷
- لوئیز بروکس ۱۹۰۶–۱۹۸۵
- بلیر براون ۱۹۴۷
- یوت نیکول براون ۱۹۷۱
- لسلی براون ۱۹۵۷
- لوگان براونینگ ۱۹۸۹
- سابرینا برایان ۱۹۸۴
- جوی برایانت ۱۹۷۴
- تارا باک ۱۹۷۵
- بتی باکلی ۱۹۴۷
- ساندرا بولاک ۱۹۶۴
- بیلی برک ۱۸۸۴–۱۹۷۰
- دلتا برک ۱۹۵۶
- کارول برنت ۲۶ آوریل ۱۹۳۳ ‏(۹۱ سال)
- بروک برنس ۱۹۷۸
- کاترین بورنز ۱۹۴۵
- الن برستین ۷ دسامبر ۱۹۳۲ ‏(۹۲ سال)
- هیلاری برتون ۱۹۸۲
- سوفیا بوش ۱۹۸۲
- برت باتلر (هنرپیشه زن) ۱۹۵۸
- ینسی باتلر ۱۹۷۰
- اسپرینگ باینگتون ۱۸۸۶–۱۹۷۱
- آماندا باینس ۱۹۸۶
- ماریون بایرن ۱۹۱۱–۱۹۸۵

## C
- جین کاگنی ۱۹۱۹–۱۹۸۴
- ارین کیهیل ۱۹۸۰
- ال اسکات کالدول ۱۹۵۰
- آلیس کلهون ۱۹۰۰–۱۹۶۶
- سارا وین کالیز ۱۹۷۷
- آنا کمپ ۱۹۸۲
- کریستا کمبل ۱۹۷۲
- دانیل کمبل ۱۹۹۵
- تیشا کمبل ۱۹۶۸
- دیان کنون ۱۹۳۷
- لیزی کاپلان ۱۹۸۲
- جسیکا کاپشاو ۱۹۷۶
- کیت کپشا ۱۹۵۳
- ایرنه کارا ۱۹۵۹
- جینا کارانو ۱۹۸۲
- لیندا کاردلیانی ۱۹۷۵
- لین کارلین ۱۹۳۸
- کیتی کارلایل ۱۹۱۰–۲۰۰۷
- کلی کلارسون ۱۹۷۶
- جین کارمن ۱۹۳۰–۲۰۰۷
- سو کارول ۱۹۰۶–۱۹۸۲
- کاریزما کارپنتر ۱۹۷۰
- جنیفر کارپنتر ۱۹۷۹
- سابرینا کارپنتر ۱۹۹۹
- باربارا کاررا ۱۹۴۴? (زاده نیکاراگوئه)
- تیا کریر ۱۹۶۷
- دیکسی کارتر ۱۹۳۹–۲۰۱۰
- لیندا کارتر ۱۹۵۱
- دایان کارول ۱۹۳۵
- مادلین کارول ۱۹۹۶
- نانسی کرول ۱۹۰۳–۱۹۶۵
- روسالیند کش ۱۹۳۸–۱۹۹۵
- پگی کاس ۱۹۲۴–۱۹۹۹
- جوانا کسیدی ۱۹۴۵
- کیتی کسیدی ۱۹۸۶
- پگی کستل ۱۹۲۷–۱۹۷۳
- فوبه کیتس ۱۹۶۳
- جسیکا کافیل ۱۹۷۶
- اما کالفیلد ۱۹۷۳
- جوآن کالفیلد ۱۹۲۲–۱۹۹۱
- لیسی چابرت ۱۹۸۲
- کارول چانینگ ۳۱ ژانویهٔ ۱۹۲۱ ‏(۱۰۴ سال)
- استوکارد چنینگ ۱۹۴۴
- سید شریس ۱۹۲۲–۲۰۰۸
- انت چارلز ۱۹۴۸–۲۰۱۱
- دیوی چیس ۱۹۹۰
- جسیکا چاستین ۱۹۷۷
- روت چترتن ۱۸۹۲–۱۹۶۱
- کریستن چنووس ۱۹۶۸
- شر (خواننده) ۱۹۴۶
- ونسا لی چستر ۱۹۸۲
- لویس چلیز ۱۹۴۷
- آنا کلامسکی ۱۹۸۰
- اریکا کریستنسن ۱۹۸۲
- کلودیا کریستیان ۱۹۶۵
- جمی چانگ ۱۹۸۳
- کندی کلارک ۱۹۴۷
- جودی کلارک ۱۹۲۴؟
- ملیندا کلارک ۱۹۶۹
- سارا کلارک ۱۹۷۲
- پاتریشیا کلارکسون ۱۹۵۹
- جیل کلایبورگ ۱۹۴۴–۲۰۱۰
- رزماری کلونی ۱۹۲۸–۲۰۰۲
- گلن کلوز ۱۹۴۷
- لورن کوهن ۱۹۸۴ (زاده بریتانیا)
- کلودت کولبرت ۱۹۰۳–۱۹۹۶
- تایلور کول ۱۹۸۴
- تینا کول ۱۹۴۳
- هلیستون کولمن ۱۹۹۲
- کیم کوول ۱۹۶۲
- لین کولینز ۱۹۷۷
- هالی ماری کمبس ۱۹۷۳
- بتی کامپسن ۱۸۹۷–۱۹۷۴
- جولی کندرا ۱۹۷۰
- میکلا کونلین ۱۹۷۸
- جنیفر کانلی ۱۹۷۰
- راشل لی کوک ۱۹۷۹
- جنیفر کولیج ۱۹۶۱
- تری کاپلی ۱۹۶۱
- گرچن کوربت ۱۹۴۷
- الن کوربی ۱۹۱۱–۱۹۹۹
- مارا کوردی ۳ ژانویهٔ ۱۹۳۰ ‏(۹۵ سال)
- میرندا کازگرو ۱۹۹۳
- استفانی کورتنی ۱۹۷۰
- لاورن کاکس
- کورتنی کاکس ۱۹۶۴
- نیکی کاکس ۱۹۷۸
- ایوون کریگ ۱۹۳۷
- جین کرین ۱۹۲۵–۲۰۰۳
- باربارا کرامپتون ۱۹۵۸
- جوآن کراوفورد ح. ۱۹۰۴ – ۱۹۷۷
- کتی لی کرازبی ۱۹۴۴
- دنیس کرازبی ۱۹۵۷
- ماری کرازبی ۱۹۵۹
- مارسیا کراس ۱۹۶۲
- لیندسی کروس ۱۹۴۸
- سوزان کرایر ۱۹۶۷
- ارین کامینگز ۱۹۷۷
- کویین کومینگز ۱۹۶۷
- کیلی کوئوکو ۱۹۸۵
- جین کرتین ۱۹۴۷
- جیمی لی کرتیس ۱۹۵۸
- ان کیوساک ۱۹۶۱
- جوآن کیوساک ۱۹۶۲
- تاونی سایپرس ۱۹۷۶
- مایلی سایرس ۱۹۹۲

## D
- کارا دلوین ۱۹۹۲
- یایا داکوستا ۱۹۸۲
- الکساندرا داداریو ۱۹۸۶
- ارلن دال ۱۱ اوت ۱۹۲۵ ‏(۹۹ سال)
- الیزابت دیلی ۱۹۶۱
- تاین دالی ۱۹۴۶
- دوروتی دندریج ۱۹۲۲–۱۹۶۵
- کلیر دینز ۱۹۷۹
- شرا دانیزی ۱۹۴۹
- بورلی دی آنجلو ۱۹۵۱
- بریتنی دانیل ۱۹۷۶
- ببه دنیلز ۱۹۰۱–۱۹۷۱
- ارین دنیلز ۱۹۷۳
- بلایث دانر ۱۹۴۳
- لیندا دارنل ۱۹۲۳–۱۹۶۵
- لیسا دار ۱۹۶۳
- جین دارول ۱۸۷۹–۱۹۶۷
- استیسی داش ۱۹۶۷
- الکسا داوالوس ۱۹۸۲
- امی دیویدسن ۱۹۷۹
- ان بی دیویس ۱۹۲۶–۲۰۱۴
- بت دیویس ۱۹۰۸–۱۹۸۹
- دانا دیویس ۱۹۷۸
- جینا دیویس ۱۹۵۶
- هوپ دیویس ۱۹۶۴
- جوزی دیویس ۱۹۷۳
- کریستین دیویس ۱۹۶۵
- فیلیس دیویس ۱۹۴۰
- ویولا دیویس ۱۹۶۵
- پم دابر ۱۹۵۱
- رزاریو داوسون ۱۹۷۹
- روکسان داوسن ح. ۱۹۵۸
- دوریس دی ۳ آوریل ۱۹۲۴ ‏(۱۰۰ سال)
- فلیشیا دی ۱۹۷۹
- مارسلین دی ۱۹۰۸–۲۰۰۰
- پریسیلا دین ۱۸۹۶–۱۹۸۷
- ایوان دکارلو ۱۹۲۲–۲۰۰۷
- بروکلین دکر ۱۹۸۷
- روبی دی،  ۱۹۲۲–۲۰۱۴
- ساندرا دی ۱۹۴۲–۲۰۰۵
- کیلی دیفر ۱۹۸۶
- الن دی‌جنرس ۱۹۵۸
- گلوریا دهیون ۲۳ ژوئیهٔ ۱۹۲۵ ‏(۹۹ سال)
- اولیویا دی هاویلند ۱ ژوئیهٔ ۱۹۱۶ ‏(۱۰۸ سال) (زاده انگلستان)
- واندا د خسوس ۱۹۵۸
- پاز د لا ورتا ۱۹۸۴
- کیم دلنی ۱۹۶۱
- دایان دلانو ۱۹۵۷
- دانا دلانی ۱۹۵۶
- ژولی دلپی ۱۹۶۹
- ربکا د مورنی ۱۹۵۹
- کارول دمپستر ۱۹۰۱–۱۹۹۱
- لوری بث دنبرگ ۱۹۷۶
- کت دنینگ ۱۹۸۶
- سندی دنیس ۱۹۳۷–۱۹۹۲
- بو درک ۱۹۵۶
- لورا درن ۱۹۶۷
- پورشه د روسی ۱۹۷۳
- دانا دریکو ۱۹۶۸
- امیلی دشانل ۱۹۷۶
- ماری جو دشانل ۱۹۴۵
- زویی دشانل ۱۹۸۰
- آماندا دتمر ۱۹۷۱
- زوئی دویچ ۱۹۹۴
- لرتا دواین ۱۹۴۹
- توری دویتو ۱۹۸۴
- جینا دوان ۱۹۸۰
- جویس ویت ۱۹۴۹
- نورین دیوالف ۱۹۸۴
- سوزان دی ۱۹۵۲
- کامرون دیاز ۱۹۷۲
- انجی دیکینسون ۳۰ سپتامبر ۱۹۳۱ ‏(۹۳ سال)
- مارلنه دیتریش ۱۹۰۱–۱۹۹۲
- ویکتوریا دیلرد ۱۹۶۹
- فیلیس دیلر ۱۹۱۷–۲۰۱۲
- ملیندا دیلون ۱۹۳۹
- میا دیلون ۱۹۵۵
- دانا دیکسون ۱۹۵۷
- الن درو ۱۹۱۵–۲۰۰۳
- نینا دوبرو ۱۹۸۹
- مگان دادز ۱۹۷۰
- شانن دوهرتی ۱۹۷۱
- آمی دولنز ۱۹۶۹
- داگمارا دومینچیک ۱۹۷۶ (زاده لهستان)
- الینور دوناهو ۱۹۳۷
- الیسا داناوان ۱۹۷۱
- دونا داگلاس،  ۱۹۳۳–۲۰۱۵
- ایلیانا داگلاس ۱۹۶۵
- بیلی داو ۱۹۰۳–۱۹۹۷
- دوریس دولینگ ۱۹۲۳–۲۰۰۴
- ریچل درچ ۱۹۶۶
- فرن درشر ۱۹۵۷
- لوئیز درسر ۱۸۷۸–۱۹۶۵
- ماری درسلر ۱۸۶۸–۱۹۳۴
- جولیا لوئیس-دریفوس ۱۹۶۱
- جوآن درو ۱۹۲۲–۱۹۹۶
- آلیس درامند ۲۱ مهٔ ۱۹۲۸ ‏(۹۶ سال)
- هایلی داف ۱۹۸۵
- هیلاری داف ۱۹۸۷
- المپیا دوکاکیس ۲۰ ژوئن ۱۹۳۱ ‏(۹۳ سال)
- پتی دوک ۱۹۴۶
- فی داناوی ۱۹۴۱
- دامینیک دان ۱۹۵۹–۱۹۸۲
- آیرین دان ۱۸۹۸–۱۹۹۰
- میلدرد دانوک ۱۹۰۱–۱۹۹۱
- کیرستن دانست ۱۹۸۲
- تیفانی دوپونت ۱۹۸۱
- الیزا دوشکوه ۱۹۸۰
- کلیا دووال ۱۹۷۷
- شلی دووال ۱۹۴۹
- آلکسیس دزینا ۱۹۸۴

## E
اماواتسون
امااستون
- جین ایگلز ۱۸۹۰–۱۹۲۹
- بابی ایکز ۱۹۶۱
- لزلی ایستربروک ۱۹۴۹
- آلیسون ایستوود ۱۹۷۲
- ماری ایتون ۱۹۰۱–۱۹۴۸
- کریستین ابرسول ۱۹۵۳
- سونیا ادی ۱۹۶۷
- لیزا ادلستین ۱۹۶۶
- ملیسا کلیر ایگن ۱۹۸۱
- نیکول اگرت ۱۹۷۲
- جنیفر ال ۱۹۶۹
- لیسا ایلبچر ۱۹۵۶ (زاده عربستان سعودی)
- جیل آیکن‌بری ۱۹۴۷
- هلی آیزنبرگ ۱۹۹۲
- کارمن الکترا ۱۹۷۲
- اریکا النیاک ۱۹۶۹
- جنا الفمن ۱۹۷۱
- شانون الیزابت ۱۹۷۳
- ورا-الن ۱۹۲۱–۱۹۸۱
- جین الیوت ۱۹۴۷
- پاتریشیا الیوت ۱۹۴۲
- Jena Engstrom ۱۹۴۲
- کاترین اربه ۱۹۶۵
- جنیفر اسپوزیتو ۱۹۷۳
- جودی اوانس ۱۹۶۴
- لیندا ایوانز ۱۹۴۲
- ماری بت اوانس ۱۹۶۱
- ایو ۱۹۷۸
- آنگی اورهارت ۱۹۶۹
- بریانا اویگان ۱۹۸۶
- کایلا اوول ۱۹۸۵

## F
- شلی فابارس ۱۹۴۴
- ننت فبری ۲۷ اکتبر ۱۹۲۰ ‏(۱۰۴ سال)
- مورگان فیرچایلد ۱۹۵۰
- لولا فالانا ۱۹۴۲
- ادی فالکو ۱۹۶۳
- Siobhan Fallon ۱۹۶۱
- داکوتا فانینگ ۱۹۹۴
- ال فانینگ ۱۹۹۸
- آنا فاریس ۱۹۷۶
- فرانسیس فارمر ۱۹۱۳–۱۹۷۰
- ورا فارمیگا ۱۹۷۳
- تری فارل ۱۹۶۳
- میا فارو ۱۹۴۵
- فارا فاست ۱۹۴۷–۲۰۰۹
- باربارا فلدون ۱۲ مارس ۱۹۳۳ ‏(۹۲ سال)
- شریلین فن ۱۹۶۵
- آمریکای فررا ۱۹۸۴
- تینا فی ۱۹۷۰
- سالی فیلد ۱۹۴۶
- لیندا فیورنتینو ۱۹۵۸
- دانیل فیشل ۱۹۸۱
- جینا فیشر ۱۹۷۴
- کری فیشر ۱۹۵۶
- جولی فیشر ۱۹۶۷
- شویلر فیسک ۱۹۸۲
- فنی فلگ ۱۹۴۴
- جنیفر فلاوین ۱۹۶۸
- روندا فلمینگ ۱۰ اوت ۱۹۲۳ ‏(۱۰۱ سال)
- لوئیز فلچر ۲۲ ژوئیهٔ ۱۹۳۴ ‏(۹۰ سال)
- کالیستا فلوکهارت ۱۹۶۴
- نینا فوخ ۱۹۲۴–۲۰۰۸
- مگان فالووز ۱۹۶۸ (زاده کانادا)
- بریجیت فوندا ۱۹۶۴
- جین فوندا ۱۹۳۷
- لیندزی فونسکا ۱۹۸۷
- جون فونتین ۱۹۱۷–۲۰۱۳ (زاده انگلستان)
- Anitra Ford ۱۹۴۲
- کورتنی فورد ۱۹۷۸
- ماریا فورد
- دبورا فورمن ۱۹۶۲
- جودی فاستر ۱۹۶۲
- کیمبرلی فاستر ۱۹۶۱
- مگ فاستر ۱۹۴۸
- سارا فاستر ۱۹۸۱
- ساتون فاستر ۱۹۷۵
- جورجا فاکس ۱۹۶۸
- مگان فاکس ۱۹۸۶
- ویویکا ای فاکس ۱۹۶۴
- بونی فرانکلین ۱۹۴۴–۲۰۱۳
- دایان فرانکلین ۱۹۶۲
- مونا فریمن ۱۹۲۶–۲۰۱۴
- کیت فرنچ ۱۹۸۴
- لیندسی فراست ۱۹۶۲
- سلی مون فرای ۱۹۷۶
- ایزابل فورمن ۱۹۹۷
- آنت فونیچلو ۱۹۴۲–۲۰۱۳

## G
- گل گدوت ۱۹۸۵
- اوا گابور ۱۹۱۹–۱۹۹۵ (زاده مجارستان)
- ژاژا گابور،  born ۶ فوریهٔ ۱۹۱۷ ‏(۱۰۸ سال) (زاده مجارستان)
- ژاکلین گادسدن ۱۹۰۰–۱۹۸۶
- بیتنی جوی لنز ۱۹۸۱
- ایمی گارسیا ۱۹۷۸
- اوا گاردنر ۱۹۲۲–۱۹۹۰
- جودی گارلند ۱۹۲۲–۱۹۶۹
- جنیفر گارنر ۱۹۷۲
- کیلی گارنر ۱۹۸۴
- پگی ان گارنر ۱۹۳۲–۱۹۸۴
- جانین گاروفالو ۱۹۶۴
- تری گار ۱۹۴۴
- گریر گارسون ۱۹۰۴–۱۹۹۶ (زاده بریتانیا)
- جنی گارت ۱۹۷۲
- آنا گستایر ۱۹۶۷
- جنینا گاوانکار ۱۹۸۰
- اریکا گوین ۱۹۴۷
- ربکا جی هارت ۱۹۷۱
- جنت گینور ۱۹۰۶–۱۹۸۴
- میتزی گلوریا ۴ سپتامبر ۱۹۳۱ ‏(۹۳ سال)
- باربارا بل گدس ۱۹۲۲–۲۰۰۵
- سارا میشل گلر ۱۹۷۷
- گلادیس جرج ۱۹۰۴–۱۹۵۴
- لورن جرمن ۱۹۷۸
- جینا جرشون ۱۹۶۲
- جیمی گرتز ۱۹۶۵
- سینتیا گیب ۱۹۶۳
- دبی گیبسون ۱۹۷۰
- کلی گیدیش ۱۹۸۰
- ملیسا گیلبرت ۱۹۶۴
- سارا گیلبرت ۱۹۷۵
- الیزابت گیلیس ۱۹۹۳
- پری گیلپین ۱۹۶۱
- آنابت گیش ۱۹۷۱
- دوروتی گیش ۱۸۹۸–۱۹۶۸
- لیلین گیش ۱۸۹۳–۱۹۹۳
- رابین گیونز ۱۹۶۴
- سامر گلایو ۱۹۸۱
- لولا گلودینی ۱۹۷۱
- پائولت گدارد ۱۹۱۰–۱۹۹۰
- تریسی گلد ۱۹۶۹
- ووپی گلدبرگ ۱۹۵۵
- گیج گولایتلی ۱۹۹۳
- سلنا گومز ۱۹۹۲
- مگان گود ۱۹۸۱
- جنیفر گودوین ۱۹۷۸
- روث گوردون ۱۸۹۶–۱۹۸۵
- بتی گریبل ۱۹۱۶–۱۹۷۳
- مگی گریس ۱۹۸۳
- ایمی گراهام ۱۹۷۱
- هیتر گراهام ۱۹۷۰
- کاترینا گراهام ۱۹۸۹ (زاده سوئیس)
- لورن گراهام ۱۹۶۷
- گلوریا گراهام ۱۹۲۳–۱۹۸۱
- آریانا گرانده ۱۹۹۳
- لی گرانت ۳۱ اکتبر ۱۹۲۶ ‏(۹۸ سال)
- بونیتا گرانویل ۱۹۲۳–۱۹۸۸
- کارن گراسل ۱۹۴۲
- ارین گری ۱۹۵۰
- کاترین گریسون ۱۹۲۲–۲۰۱۰
- الیس گرچن ۱۹۸۶
- اشلی گرین ۱۹۸۷
- جودی گرر ۱۹۷۵
- جنیفر گری ۱۹۶۰
- ویرجینیا گری ۱۹۱۷–۲۰۰۴
- پم گریر ۱۹۴۹
- کورین گریفیت ۱۸۹۴–۱۹۷۹
- ملانی گریفیث ۱۹۵۷
- لسلی گروسمان ۱۹۷۱
- کارلا گوگینو ۱۹۷۱
- گریس گامر ۱۹۸۶
- میمی گومر ۱۹۸۳
- آنا گان ۱۹۶۸
- جاسمین گوی ۱۹۶۲
- مگی جیلنهال ۱۹۷۷

## H
- شلی هک ۱۹۴۷
- جوآن هکت ۱۹۳۴–۱۹۸۳
- مارتا هکت ۱۹۶۱
- سارا هادن ۱۸۹۹–۱۹۸۱
- مالی هاگن ۱۹۶۱
- جین هیگن ۱۹۲۳–۱۹۷۷
- یوتا هیگن ۱۹۱۹–۲۰۰۴ (زاده آلمان)
- لیشا هایلی ۱۹۷۱ (زاده ژاپن)
- باربارا هایلی ۱۸ آوریل ۱۹۲۲ ‏(۱۰۲ سال)
- لوسی هالی ۱۹۸۹
- گرایسون هال ۱۹۲۲–۱۹۸۵
- ورونیکا هامل ۱۹۴۳
- لیندا همیلتون ۱۹۵۶
- مارگارت همیلتون ۱۹۰۲–۱۹۸۵
- داریل هاناه ۱۹۶۰
- آلیسون هانیگان ۱۹۷۴
- سمی هنرتی ۱۹۹۵
- مارسیا گی هاردن ۱۹۵۹
- ملورا هاردین ۱۹۶۷
- آن هاردینگ ۱۹۰۲–۱۹۸۱
- ماریسکا هارگیتای ۱۹۶۴
- جین هارلو ۱۹۱۱–۱۹۳۷
- انجی هارمون ۱۹۷۲
- الیزابت هارنویس ۱۹۷۹
- تس هارپر ۱۹۵۰
- لورا هرینگ ۱۹۶۴ (زاده مکزیک)
- باربارا هریس (بازیگر) ۱۹۳۵
- دانیل هریس ۱۹۷۷
- دانیل هاریس ۱۹۷۹
- جولی هریس ۱۹۲۵–۲۰۱۳
- راچل هاریس ۱۹۶۸
- هریت سنسوم هریس ۱۹۵۵
- لیندا هریسون ۱۹۴۵
- کاترین هرولد ۱۹۵۰
- دبی هری ۱۹۴۵
- ملیسا خوان هارت ۱۹۷۶
- ماریت هارتلی ۱۹۴۰
- الیزابت هارتمن ۱۹۴۳–۱۹۸۷
- لیزا هارتمن بلک ۱۹۵۶
- تری هچر ۱۹۶۴
- ان هتوی ۱۹۸۲
- مارشا هافرکت ۱۹۳۶?
- عالیه ۱۹۷۹–۲۰۰۱
- اولیویا دی هاویلند ۱ ژوئیهٔ ۱۹۱۶ ‏(۱۰۸ سال)
- واندا هاولی ۱۸۹۵–۱۹۶۳
- گلدی هاون ۱۹۴۵
- سلما هایک ۱۹۶۶ (زاده مکزیک)
- الیسن هی ۱۹۳۰–۱۹۷۷
- هلن هیز ۱۹۰۰–۱۹۹۳
- سوزان هیوارد ۱۹۱۷–۱۹۷۵
- ریتا هیورث ۱۹۱۸–۱۹۸۷
- گلن هدلی ۱۹۵۵
- شری هیدلی ۱۹۶۴
- امبر هرد ۱۹۸۶
- پاتریشیا هیتون ۱۹۵۸
- آن هیش ۱۹۶۹
- ایلین هکارت ۱۹۱۹–۲۰۰۱
- تیپی هدرن ۱۹ ژانویهٔ ۱۹۳۰ ‏(۹۵ سال)
- کاترین هیگل ۱۹۷۸
- مارگ هلگنبرگر ۱۹۵۸
- کاترین هلموند،  born ۵ ژوئیهٔ ۱۹۲۹ ‏(۹۵ سال) ۱۹۲۸?
- ماریل همینگوی ۱۹۶۱
- سولای هنائو ۱۹۷۹ (زاده کلمبیا)
- فلورانس هندرسون ۱۴ فوریهٔ ۱۹۳۴ ‏(۹۱ سال)
- کریستینا هندریکس ۱۹۷۵
- مریلو هنر ۱۹۵۲
- پاملا هنسلی ۱۹۵۰
- ترجی پی. هنسون ۱۹۷۰
- آدری هپبورن ۱۹۲۹–۱۹۹۳ (بریتانیایی)
- کاترین هپبورن ۱۹۰۷–۲۰۰۳
- باربارا هرشی ۱۹۴۸
- لری هیورینگ ۱۹۷۳
- جنیفر لاو هیوت ۱۹۷۹
- کاترین هیکس ۱۹۵۱
- ماریانا هیل ۱۹۴۱
- پاریس هیلتون ۱۹۸۱
- Nichole Hiltz ۱۹۷۸
- چریل هاینس ۱۹۶۵
- کانی هینس ۱۹۳۱–۲۰۰۹
- مارین هینکل ۱۹۶۶ (زاده تانزانیا)
- گوبی هوفمان ۱۹۸۲
- الکساندرا هولدن ۱۹۷۷
- لوری هولدن ۱۹۶۹
- ویلا هلند ۱۹۹۱
- جودی هالیدی ۱۹۲۱–۱۹۶۵
- لاورل هالومن ۱۹۷۱
- لورن هالی ۱۹۶۳
- سلست هولم ۱۹۱۷–۲۰۱۲
- کیتی هلمز ۱۹۷۸
- دارلا هود ۱۹۳۱–۱۹۷۹
- شارلین هالت ۱۹۲۸–۱۹۹۶
- میریام هاپکینز ۱۹۰۲–۱۹۷۲
- هدا هاپر ۱۸۸۵–۱۹۶۶
- لنا هورن ۱۹۱۷–۲۰۱۰
- جولیان هاف ۱۹۸۸
- ویتنی هیوستون ۱۹۶۳–۲۰۱۲
- برایس دالاس هاوارد ۱۹۸۱
- ترایلور هاوارد ۱۹۶۶
- سیزن هوبلی ۱۹۵۱
- ونسا هاجنز ۱۹۸۸
- جنیفر هادسون ۱۹۸۱
- کیت هادسون ۱۹۷۹
- فلیسیتی هافمن ۱۹۶۲
- جوزفین هال ۱۸۷۷–۱۹۵۷
- گیل هانیکات ۱۹۴۳
- بونی هانت ۱۹۶۱
- هلن هانت ۱۹۶۳
- لیندا هانت ۱۹۴۵
- هالی هانتر ۱۹۵۸
- کاکی هانتر ۱۹۵۵
- روت هاسی ۱۹۱۱–۲۰۰۵
- آنجلیکا هیوستون ۱۹۵۱
- لورن هوتن ۱۹۴۳
- مارتا هایر ۱۹۲۴–۲۰۱۴
- سارا هایلند ۱۹۹۰
- Joyce Hyser 1957

## I
- لورا اینس ۱۹۵۷
- کیتی ایرلند ۱۹۶۳
- ایمی آیروینگ ۱۹۵۳
- جودیت ایوی ۱۹۵۱

## J
- جنت جکسون ۱۹۶۶
- کیت جکسون ۱۹۴۸
- شار جکسون ۱۹۷۶
- شری جکسون ۱۹۴۲
- ویکتوریا جکسون ۱۹۵۹
- آلیسون جانی ۱۹۵۹
- کلودیا جنینگز ۱۹۴۹–۱۹۷۹
- اسکارلت جوهانسون ۱۹۸۴
- امی جو جانسون ۱۹۷۴
- لین-هالی جانسون ۱۹۵۸
- آنجلینا جولی ۱۹۷۵
- آنیسا جونز ۱۹۵۸–۱۹۷۶
- کارولین جونز ۱۹۳۰–۱۹۸۳
- چری جونز ۱۹۵۶
- جنت جونز ۱۹۶۱
- جنیوری جونز ۱۹۷۸
- جنیفر جونز ۱۹۱۹–۲۰۰۹
- رشیدا جونز ۱۹۷۶
- شرلی جونز ۳۱ مارس ۱۹۳۴ ‏(۹۰ سال)
- تامالا جونز ۱۹۷۴
- میلا یوویچ ۱۹۷۵
- الین جویس ۱۹۴۵
- الا جویس ۱۹۵۴
- اشلی جاد ۱۹۶۸
- ویکتوریا جاستیس ۱۹۹۳

## K
- جین کاچمارک ۱۹۵۵
- مدلین کان ۱۹۴۲–۱۹۹۹
- میندی کالینگ ۱۹۷۹
- ملینا کاناکاریدیز ۱۹۶۷
- کارول کین ۱۹۵۲
- چلسی کین ۱۹۸۸
- میتزی کپچر ۱۹۶۲
- لینی کازان ۱۹۴۰
- Jane Kean ۱۹۲۳–۲۰۱۳
- استیسی کینن ۱۹۷۵
- دایان کیتن ۱۹۴۶
- آریل کبل ۱۹۸۵
- مونیکا کینا ۱۹۷۹
- کاترین کینر ۱۹۵۹
- سالی کلرمن ۱۹۳۷
- شیلا کلی ۱۹۶۳
- گریس کلی ۱۹۲۹–۱۹۸۲
- جین لوئیسا کلی ۱۹۷۲
- لیزا رابین کلی ۱۹۷۰–۲۰۱۳
- مینکا کلی ۱۹۸۰
- مویرا کلی ۱۹۶۸
- نانسی کلی ۱۹۲۱–۱۹۹۵
- پتسی کلی ۱۹۱۰–۱۹۸۱
- آنا کندریک ۱۹۸۵
- باربارا کنت ۱۹۰۷–۲۰۱۱
- رایلی کیئو ۱۹۸۹
- مارگوت کیدر ۱۹۴۸
- نیکول کیدمن ۱۹۶۷
- Laura Kightlinger ۱۹۶۹?
- جایمی کینگ ۱۹۷۹
- کنت کینگ ۱۹۷۴
- رجینا کینگ ۱۹۷۱
- سالی کیرکلند ۱۹۴۱
- تانی کیتین ۱۹۶۱
- ارتا کیت ۱۹۲۷–۲۰۰۸
- آلکسیس کناپ ۱۹۸۹
- شرلی نایت ۱۹۳۶
- کشیا نایت پولیام ۱۹۷۹
- بیانسه ۱۹۸۱
- سوزان کونر ۱۹۳۶
- نانسی کووک ۱۹۳۶?
- لیندا کازلاوسکی ۱۹۵۸
- جین کراکوسکی ۱۹۶۸
- لیزا کودرو ۱۹۶۳
- میلا کونیس ۱۹۸۳
- سوزی کرتز ۱۹۴۴
- نانسی کوان ۱۹۳۹ (زاده هنگ کنگ)

## L
- اوا لاریو ۱۹۶۶
- شریل لاد ۱۹۵۱
- دایان لاد ۱۹۳۵ ?
- کریستین لاتی ۱۹۵۰
- سنو لیک ۱۹۷۹
- ریکی لیک ۱۹۶۸
- ورونیکا لیک ۱۹۲۲–۱۹۷۳
- کریستین لیکین ۱۹۷۹
- هدی لامار ۱۹۱۴–۲۰۰۰ (زاده اتریش)
- دوروتی لامور ۱۹۱۴–۱۹۹۶
- سارا لانکستر ۱۹۸۰
- ژولیت لانداو ۱۹۶۵
- آدری لندرز ۱۹۵۶
- جودی لندرز ۱۹۵۸
- کارول لندیس ۱۹۱۹–۱۹۴۸
- دایان لین ۱۹۶۵
- پریسیلا لین ۱۹۱۵–۱۹۹۵
- هوپ لانگ ۱۹۳۳–۲۰۰۳
- جسیکا لنگ ۱۹۴۹
- هدر لنگن‌کمپ ۱۹۶۴
- ای جی لانگر ۱۹۷۴
- بروک لنگتون ۱۹۷۰
- آنجلا لنسبوری ۱۶ اکتبر ۱۹۲۵ ‏(۹۹ سال) (British-born)
- جوی لانسینگ ۱۹۲۹–۱۹۷۲
- لایزا لاپیرا ۱۹۸۱
- الی لارتر ۱۹۷۶
- سنا لیثن ۱۹۷۱
- اشلی لاورنس ۱۹۶۶
- پایپر لوری ۲۲ ژانویهٔ ۱۹۳۲ ‏(۹۳ سال)
- لیندا لوین ۱۹۳۷
- باربارا لارنس ۱۹۳۰–۲۰۱۳
- جنیفر لارنس ۱۹۹۰
- ویکی لارنس ۱۹۴۹
- بیانکا لاسون ۱۹۷۹
- مگی لاسون ۱۹۸۰
- کلوریس لیچمن ۳۰ آوریل ۱۹۲۶ ‏(۹۸ سال)
- شارون لیل ۱۹۷۲ ۷۹?
- کلی لبروک ۱۹۶۰
- نینی لیکس ۱۹۶۷
- دیانا لی اینوسانتو ۱۹۶۱
- گون لی ۱۹۰۴–۱۹۶۱
- پگی لی ۱۹۲۰–۲۰۰۲
- روبین لی ۱۹۷۴
- شریل لی ۱۹۶۷
- آندرا لیدز ۱۹۱۴–۱۹۸۴
- اریکا لیرسن ۱۹۷۶
- هادسون لایک ۱۹۶۹
- چیلر لای ۱۹۸۲
- جنت لی ۱۹۲۷–۲۰۰۴
- جنیفر جیسن لی ۱۹۶۲
- بیتنی جوی لنز ۱۹۸۱
- کی لنز ۱۹۵۳
- ملیسا لئو ۱۹۶۰
- تیا لئونی ۱۹۶۶
- جوآن لزلی ۲۶ ژانویهٔ ۱۹۲۵ ‏(۱۰۰ سال)
- مارگاریتا لیویوا ۱۹۸۷ (زاده روسیه)
- جولیت لوئیس ۱۹۷۳
- ویکی لوئیس ۱۹۶۰
- جنیفر لین ۱۹۷۴
- جودیت لایت ۱۹۴۹
- ابی لینکلن ۱۹۳۰–۲۰۱۰
- ریکی لیندهوم ۱۹۷۹
- بایی لینگ ۱۹۶۶ (زاده چین)
- لورا لینی ۱۹۶۴
- پگی لیپتون ۱۹۴۶
- پیتون لیست ۱۹۸۶
- Peyton List ۱۹۹۸
- لوسی لیو ۱۹۶۸
- بلیک لایولی ۱۹۸۷
- سابرینا لوید ۱۹۷۰
- امی لوکین ۱۹۷۱
- سوندرا لوک ۱۹۴۴
- هتر لوکلیر ۱۹۶۱
- لیندزی لوهان ۱۹۸۶
- الیسون لومن ۱۹۷۹
- کریستینا لوکن ۱۹۷۹
- کارول لمبارد ۱۹۰۸–۱۹۴۲
- کارینا لومبارد ۱۹۶۹
- لورن لندن ۱۹۸۴
- نیا لانگ ۱۹۷۰
- شلی لانگ ۱۹۴۹
- اوا لونگوریا ۱۹۷۵
- جنیفر لوپز ۱۹۶۹
- تریسی لورد ۱۹۶۸
- جوزی لورن ۱۹۸۷
- جوآن لورینگ ۱۷ آوریل ۱۹۲۶ ‏(۹۸ سال)
- لوری لافلین ۱۹۶۴
- دمی لواتو ۱۹۹۲
- بسی لاو ۱۸۹۸–۱۹۸۶
- کاری لوول ۱۹۶۱
- میرنا لوی ۱۹۰۵–۱۹۹۳
- شنون لوچیو ۱۹۸۰
- جیمی لونر ۱۹۷۱
- آیدا لوپینو ۱۹۱۸–۱۹۹۵ (زاده انگلستان)
- ماسیلا لوشا ۱۹۸۵ (زاده آلبانی)
- دوروتی لیمان ۱۹۴۷
- جین لینچ ۱۹۶۰
- کلی لینچ ۱۹۵۹
- کرول لینلی ۱۹۴۲
- مریدیت اسکات لین ۱۹۷۰
- سو لیون ۱۹۴۶
- ناتاشا لیون ۱۹۷۹

## M
- Jes Macallan ۱۹۸۲
- June MacCloy ۱۹۰۹–۲۰۰۵
- اندی مک‌داول ۱۹۵۸
- الی مک‌گرو ۱۹۳۹
- آلیسون مک ۱۹۸۲ (زاده آلمان)
- دوروتی مک‌کیل ۱۹۰۳–۱۹۹۰
- شرلی مک‌لین ۲۴ آوریل ۱۹۳۴ ‏(۹۰ سال)
- آلین مک‌ماهون ۱۸۹۹–۱۹۹۱
- امی مدیگان ۱۹۵۰
- بیلی مدیسن ۱۹۹۹
- مدونا ۱۹۵۸
- ویرجینیا مادسن ۱۹۶۱
- مارجوری ماین ۱۸۹۰–۱۹۷۵
- تینا میجرینو ۱۹۸۵
- وندی مالیک ۱۹۵۰
- دوروتی مالون ۳۰ ژانویهٔ ۱۹۲۵ ‏(۱۰۰ سال)
- جنا ملون ۱۹۸۴
- کمرین منهایم ۱۹۶۱
- لزلی من ۱۹۷۲
- تارین منینگ ۱۹۷۸
- جین منسفیلد ۱۹۳۳–۱۹۶۷
- گیا مانتگنا ۱۹۹۰
- لیندا مانز ۱۹۶۱
- ادل مارا ۱۹۲۳–۲۰۱۰
- کیت مارا ۱۹۸۳
- رونی مارا ۱۹۸۵
- ونسا مارسیل ۱۹۶۸
- آن مارگرت ۱۹۴۱
- جولیانا مارگولیس ۱۹۶۶
- کنستانس ماری ۱۹۶۵
- بریت مارلینگ ۱۹۸۳
- پائولا مارشال ۱۹۶۴
- پنی مارشال ۱۹۴۳
- آندره‌آ مارتین ۱۹۴۷
- کلی مارتن ۱۹۷۵
- مری مارتین ۱۹۱۳–۱۹۹۰
- میگان جت مارتین ۱۹۹۲
- پاملا سو مارتن ۱۹۵۳
- ناتالی مارتینز ۱۹۸۴
- مارشا ماسون ۱۹۴۲
- چیس مسترسون ۱۹۶۳
- مری استوارت مسترسون ۱۹۶۶
- مری الیزابت ماسترانتونیو ۱۹۵۸
- سامانتا ماتیس ۱۹۷۰
- مارلی متلین ۱۹۶۵
- مریلین مکسول ۱۹۲۱–۱۹۷۲
- الین می ۲۱ آوریل ۱۹۳۲ ‏(۹۲ سال)
- ملانی مایرون ۱۹۵۲
- جیما مایز ۱۹۷۹
- دبی مازار ۱۹۶۴
- مونه مازور ۱۹۷۶
- دایان مک‌بین ۱۹۴۱
- آیریش مک‌کالا ۱۹۲۸–۲۰۰۲
- مرسدس مک‌کمبریج ۱۹۱۶–۲۰۰۴
- جنی مک‌کارتی ۱۹۷۲
- ملیسا مک‌کارتی ۱۹۷۰
- رو مک‌کلاناهان ۱۹۳۴–۲۰۱۰
- آنالین مک‌کرد ۱۹۸۷
- ماری مک‌کورمک ۱۹۶۹
- پتی مک‌کورمک ۱۹۴۵
- مورین مک‌کورمیک ۱۹۵۶
- سیرا مک‌کورمک ۱۹۹۷
- Kimberly McCullough ۱۹۷۸
- جنت مک‌کوردی ۱۹۹۲
- هتی مک‌دانل ۱۸۹۵–۱۹۵۲
- مری مکدانل ۱۹۵۲
- فرانسیس مک‌دورمند ۱۹۵۷
- گیتس مک‌فدن ۱۹۴۹
- ونتا مک‌گی ۱۹۴۵–۲۰۱۰
- کلی مک‌گیلس ۱۹۵۷
- الیزابت مک‌گاورن ۱۹۶۱
- مورین مک‌گورن ۱۹۴۹
- رز مک‌گاون ۱۹۷۳
- دوروتی مک‌گوایر ۱۹۱۶–۲۰۰۱
- کاترین مک‌گوار ۱۹۰۳–۱۹۷۸
- لونت مک‌کی ۱۹۵۴
- دانیکا مک‌کلر ۱۹۷۵
- نانسی مکئون ۱۹۶۶
- نینا مای مک‌کینی ۱۹۱۲–۱۹۶۷
- مگی مک‌نامارا ۱۹۲۸–۱۹۷۸
- کریستی مک‌نیکول ۱۹۶۲
- کاترین مک‌فی ۱۹۸۴
- باترفلای مک‌کوئین ۱۹۱۱–۱۹۹۵
- کای مدفورد ۱۹۱۴–۱۹۸۰
- لیتون میستر ۱۹۸۶
- تامارا ملو ۱۹۷۶
- اوا مندس ۱۹۷۴
- بریجیت مندلر ۱۹۹۲
- آدینا منزل ۱۹۷۱
- لی مری‌وثر ۱۹۳۵
- یونا مرکل ۱۹۰۳–۱۹۸۶
- ایثل مرمن ۱۹۰۸–۱۹۸۴
- دبرا مسینگ ۱۹۶۸
- دینا میر ۱۹۶۸
- آجی میچالکا ۱۹۹۱
- الیسون میچالکا ۱۹۸۹
- لی میشل ۱۹۸۶
- تامی لین مایکل ۱۹۷۴
- بت میدلر ۱۹۴۵
- آلیسا میلانو ۱۹۷۲
- سیلویا میلز ۹ سپتامبر ۱۹۳۲ ‏(۹۲ سال)
- ورا مایلز ۲۳ اوت ۱۹۳۰ ‏(۹۴ سال)
- پنولوپه میلفورد ۱۹۴۸
- ایوانا ملیسویک ۱۹۷۴ (زاده یوگسلاوی)
- ان میلر ۱۹۲۳–۲۰۰۴
- کریستا میلر ۱۹۶۴
- پنلوپه آن میلر ۱۹۶۴
- دونا میلز ۱۹۴۰
- ایوت میمی‌یو ۱۹۴۲
- نیکی میناژ ۱۹۸۲
- ریچل مینر ۱۹۸۰
- لیزا مینلی ۱۹۴۶
- الیزابت میچل ۱۹۷۰
- مری آن موبلی ۱۹۳۷–۲۰۱۴
- کاترین منیگ ۱۹۷۷
- گرچن مول ۱۹۷۲
- تیلور مومسن ۱۹۹۳
- میشل موناهن ۱۹۷۶
- دانیلا مونه ۱۹۸۹
- الیزابت مونت‌گومری ۱۹۳۳–۱۹۹۵
- مونیک ۱۹۶۷
- مریلین مونرو ۱۹۲۶–۱۹۶۲
- دمی مور ۱۹۶۲
- گریس مور ۱۸۹۸–۱۹۴۷
- جوانا مور ۱۹۳۴–۱۹۹۷
- جوانیتا مور ۱۹ اکتبر ۱۹۲۲ ‏(۱۰۲ سال)
- جولیان مور ۱۹۶۰
- کنیا مور ۱۹۷۱
- مندی مور ۱۹۸۴
- مری تایلر مور ۱۹۳۶
- تری مور ۷ ژانویهٔ ۱۹۲۹ ‏(۹۶ سال)
- اگنس مورهد ۱۹۰۰–۱۹۷۴
- ارین مورن ۱۹۶۰
- ریتا مورنو ۱۱ دسامبر ۱۹۳۱ ‏(۹۳ سال)
- کلویی مورتز ۱۹۹۷
- کتی موریارتی ۱۹۶۰
- دبی مورگان ۱۹۵۶
- هویلند موریس ۱۹۵۹
- کاترین موریس ۱۹۶۹
- جنیفر موریسون ۱۹۷۹
- شلی موریسون ۱۹۳۶
- الیزابت ماس ۱۹۸۲
- تامرا ماوری ۱۹۷۸ (زاده آلمان)
- تیا مائوری ۱۹۷۸ (زاده آلمان)
- بریجیت مویناهان ۱۹۷۰
- لیلیانا مومی ۱۹۹۴
- دایانا مالدور ۱۹۳۸
- کیت مولگرو ۱۹۵۵
- مگان مولالی ۱۹۵۸
- اولیویا مون ۱۹۸۰
- بریتانی مورفی ۱۹۷۷–۲۰۰۹
- دونا مورفی ۱۹۵۹
- جیلیان مورای ۱۹۸۴

## N
- مینگ-نا ون ۱۹۶۳
- نیتا نالدی ۱۸۹۴–۱۹۶۱
- Florence Nash ۱۸۸۸–۱۹۵۰
- میلدرد ناتویک ۱۹۰۵–۱۹۹۴
- الیز نئال ۱۹۷۰
- پاتریشیا نئال ۱۹۲۶–۲۰۱۰
- نوئل نیل ۲۵ نوامبر ۱۹۲۰ ‏(۱۰۴ سال)
- کریستین نلسن ۱۹۴۵
- تریسی نلسن ۱۹۶۳
- لوئیس نتلتون ۱۹۲۷–۲۰۰۸
- بی‌بی نیوورتس ۱۹۵۸
- جولی نیومر ۱۶ اوت ۱۹۳۳ ‏(۹۱ سال)
- باربارا نیکولز ۱۹۲۸–۱۹۷۶
- نیچل نیکولز ۲۸ دسامبر ۱۹۳۲ ‏(۹۲ سال)
- ریچل نیکولز ۱۹۸۰
- جولیان نیکلسون ۱۹۷۱
- سینتیا نیکسون ۱۹۶۶
- میبل نورماند ۱۸۹۲–۱۹۳۰
- شری نورث ۱۹۳۲–۲۰۰۵
- برندی نروود ۱۹۷۹
- کیم نواک ۱۳ فوریهٔ ۱۹۳۳ ‏(۹۲ سال)

## O
- مارگارت اوبرایان ۱۹۳۷
- رنی اوکانر ۱۹۷۱
- روزی اودانل ۱۹۶۲
- گیل اوگریدی ۱۹۶۳
- کاترین اوهارا ۱۹۵۴
- مورین اوهارا ۱۷ اوت ۱۹۲۰ ‏(۱۰۴ سال) (ایرلندی)
- جودی لین اویکیف ۱۹۷۸
- تاتوم اونیل ۱۹۶۳
- باربارا اونیل ۱۹۱۰–۱۹۸۰
- جنیفر اونیل ۱۹۴۸ (زاده برزیل)
- آنا ارایلی ۱۹۸۵
- مورین اوسالیوان ۱۹۱۱–۱۹۹۸
- انت اوتول ۱۹۵۲
- Randi Oakes ۱۹۵۱
- ژاکلین ابرادورز ۱۹۶۶
- لاریسا اولینیک ۱۹۸۱
- سوزان اولیور ۱۹۳۲–۱۹۹۰
- اشلی اولسن ۱۹۸۶
- مری کیت اولسن ۱۹۸۶
- الیزابت اولسن ۱۹۸۹
- سوزان اولسن ۱۹۶۱
- نانسی اولسون ۱۴ ژوئیهٔ ۱۹۲۸ ‏(۹۶ سال)
- لوپه اونتیوروس ۱۹۴۲–۲۰۱۲
- آنا اورتیز ۱۹۷۱
- مدولین اسمیت اسبرن ۱۹۵۷
- امیلی آسمنت ۱۹۹۲
- Beth Ostrosky ۱۹۷۲
- چری اوتری ۱۹۶۲
- کلی اورتون ۱۹۷۸

## P
- جنویو کورتس ۱۹۸۱
- جرالدین پیج ۱۹۲۴–۱۹۸۷
- جنیس پیج ۱۶ سپتامبر ۱۹۲۲ ‏(۱۰۲ سال)
- آدریان پالیکی ۱۹۸۳
- بتسی پالمر ۱ نوامبر ۱۹۲۶ ‏(۹۸ سال)
- گوئینت پالترو ۱۹۷۲
- دانیل پانابیکر ۱۹۸۷
- هایدن پانتیر ۱۹۸۹
- آنی پاریس ۱۹۷۵
- گریس پارک (بازیگر) ۱۹۷۴
- لیندا پارک ۱۹۷۸
- النور پارکر ۱۹۲۲–۲۰۱۳
- لارا پارکر ۱۹۳۷
- مری-لوئیز پارکر ۱۹۶۴
- نیکول آری پارکر ۱۹۷۰
- سارا جسیکا پارکر ۱۹۶۵
- سوزی پارکر ۱۹۳۲–۲۰۰۳
- لانا پاریلا ۱۹۷۷
- لسلی پریش ۱۹۳۵
- استل پارسونز ۲۰ نوامبر ۱۹۲۷ ‏(۹۷ سال)
- کارین پارسونز ۱۹۶۶
- دالی پارتن ۱۹۴۶
- مارنت پترسون ۱۹۸۰
- الکساندرا پائول ۱۹۶۳
- سارا پلسون ۱۹۷۴
- سارا پاکستون ۱۹۸۸
- نیا پپلز ۱۹۶۱
- آماندا پیت ۱۹۷۲
- الیزابت پنیا ۱۹۵۹–۲۰۱۴
- پیپر پرابو ۱۹۷۶
- رزی پرز ۱۹۶۴
- الیزابت پرکینز ۱۹۶۰
- رئا پرلمان ۱۹۴۸
- پائولی پرتی ۱۹۶۹
- ولری پرین ۱۹۴۳
- دونا پسکو ۱۹۵۴
- برنادت پیترز ۱۹۴۸
- جین پیترز ۱۹۲۶–۲۰۰۰
- سوزان پیترز ۱۹۲۱–۱۹۵۲
- آماندا پیترسون ۱۹۷۱
- کاساندرا پیترسون ۱۹۵۱
- والری پتیفورد ۱۹۶۰
- مدیسون پتیس ۱۹۹۸
- لوری پتی ۱۹۶۳
- دی‌دی فایفر ۱۹۶۴
- میشل فایفر ۱۹۵۸
- ماری فیلبین ۱۹۰۲–۱۹۹۳
- باسی فیلیپ ۱۹۷۹
- جینا فیلیپس ۱۹۷۰
- بیجو فیلیپس ۱۹۸۰
- مکنزی فیلیپس ۱۹۵۹
- میشل فیلیپس ۱۹۴۴
- سیندی پیکت ۱۹۴۷
- مری پیکفورد ۱۸۹۲–۱۹۷۹
- ساشا پیترسه ۱۹۹۶ (زاده آفریقای جنوبی)
- جادا پینکت اسمیت ۱۹۷۱
- ماریا پیتلو ۱۹۶۶
- زیسو پیتس ۱۸۹۴–۱۹۶۳
- مری کی پلیس ۱۹۴۷
- دانا پلاتو ۱۹۶۴–۱۹۹۹
- آلیس پلایتن ۱۹۴۷–۲۰۱۱
- سوزان پلشت ۱۹۳۷–۲۰۰۸
- مارتا پلیمپتن ۱۹۷۰
- ایو پلامب ۱۹۵۸
- امی پولر ۱۹۷۱
- سیدنی تمیا پوآتیه ۱۹۷۳
- تری پولو ۱۹۶۹
- اسکارلت پامرز ۱۹۸۸
- الن پامپئو ۱۹۶۹
- الیسن پورتر ۱۹۸۱
- ناتالی پورتمن ۱۹۸۱
- پارکر پوزی ۱۹۶۸
- مارکی پوست ۱۹۵۰
- مونیکا پاتر ۱۹۷۱
- آنی پاتس ۱۹۵۲
- سی.سی.اچ. پاوندر ۱۹۵۲
- Phyllis Povah ۱۸۹۳–۱۹۷۵
- النور پاول ۱۹۱۲–۱۹۸۲
- جین پاول ۱ آوریل ۱۹۲۹ ‏(۹۵ سال)
- استفانی پاورز ۱۹۴۲
- کری لین پرت ۱۹۷۸
- لورا پرپون ۱۹۸۰
- پائولا پرتیز ۱۹۳۸
- جیمی پرسلی ۱۹۷۷
- کری پرستون ۱۹۶۷
- کلی پرستون ۱۹۶۲
- لیندسی پرایس ۱۹۷۶
- مگین پرایس ۱۹۷۱
- پت پریست ۱۹۳۶
- ویکتوریا پرینسیپال ۱۹۵۰
- امیلی پروتکتر ۱۹۶۸
- دوروثی پروواین ۱۹۳۵–۲۰۱۰
- لیندا پورل ۱۹۵۵

## Q
- مگی کیو ۱۹۷۹
- کاتلین کویینلان ۱۹۵۴
- آیلین کوئین ۱۹۷۱

## R
- کسیدی را ۱۹۷۶
- شارلوت را ۲۲ آوریل ۱۹۲۶ ‏(۹۸ سال)
- Cristina Raines ۱۹۵۲
- الا رینز ۱۹۲۰–۱۹۸۸
- فرانسیا رائیسا ۱۹۸۸
- مری‌لین رایسکوب ۱۹۷۱
- شریل لی رالف ۱۹۵۶
- استر رالستون ۱۹۰۲–۱۹۹۴
- مارجوری رامبئو ۱۸۸۹–۱۹۷۰
- لون رامبین ۱۹۹۰
- دانیا رامیرز ۱۹۷۹ (زاده جمهوری دومینیکن)
- سارا رامیرز ۱۹۷۵ (زاده مکزیک)
- ان رمزی ۱۹۲۹–۱۹۸۸
- لورا رمزی ۱۹۸۲
- ترزا رندل ۱۹۶۴
- فیلیسیا رشاد ۱۹۴۸
- کیم راور ۱۹۶۹
- ناوی راوات ۱۹۷۷
- مارتا ری ۱۹۱۶–۱۹۹۴
- تانیا ریموند ۱۹۸۸
- نانسی ریگان ۶ ژوئیهٔ ۱۹۲۱ ‏(۱۰۳ سال)
- الیزابت ریسر ۱۹۷۵
- کریستال رید ۱۹۸۵
- دانا رید ۱۹۲۱–۱۹۸۶
- نیکی رید ۱۹۸۸
- پاملا رید ۱۹۴۹
- آتم ریسر ۱۹۸۰
- بریجت ریگان ۱۹۸۲
- تارا رید ۱۹۷۵
- لی رمیک ۱۹۳۵–۱۹۹۱
- لیه رمینی ۱۹۷۰
- ان رویر ۱۹۰۳–۱۹۹۰
- جودی ریس ۱۹۶۷
- دبی رینولدز ۱ آوریل ۱۹۳۲ ‏(۹۲ سال)
- آلیشیا رت ۱۹۱۵–۲۰۱۴
- Barbara Rhoades ۱۹۴۷
- سینتیا رودس ۱۹۵۶
- جنیفر رودس ۱۹۴۷
- کیم رودز ۱۹۶۹
- ماریسا ریبیسی ۱۹۷۴
- گیگی رایس ۱۹۶۵
- کریستینا ریچی ۱۹۸۰
- آریانا ریچاردز ۱۹۷۹
- بیه ریچاردز ۱۹۲۰–۲۰۰۰
- دنیس ریچاردز ۱۹۷۱
- کیم ریچاردز ۱۹۶۴
- کایل ریچاردز ۱۹۶۹
- کامرون ریچاردسون ۱۹۷۹
- لاتانیا ریچاردسون ۱۹۴۹
- پاتریشیا ریچاردسون ۱۹۵۱
- بث رایزگرف ۱۹۷۸
- آماندا ریگتی ۱۹۸۳
- مالی رینگوالد ۱۹۶۸
- لیزا رینا ۱۹۶۳
- کلی ریپا ۱۹۷۰
- تلما ریتر ۱۹۰۲–۱۹۶۹
- آناسوفیا راب ۱۹۹۳
- اما رابرتز ۱۹۹۱
- جولیا رابرتز ۱۹۶۷
- تانیا رابرتس ۱۹۵۵
- بریت رابرتسون ۱۹۹۰
- ان رابینسون ۲۵ آوریل ۱۹۲۹ ‏(۹۵ سال)
- هالی رابینسون پیت ۱۹۶۴
- للا روچون ۱۹۶۴
- میشل رودریگز ۱۹۷۸
- سارا رومر ۱۹۸۴
- جینجر راجرز ۱۹۱۱–۱۹۹۵
- میمی راجرز ۱۹۵۶
- الیزابت رم ۱۹۷۳
- استر رول ۱۹۲۰–۱۹۹۸
- روز رولینز ۱۹۸۱
- روت رومن ۱۹۲۲–۱۹۹۹
- کریستی کارلوس رومانو ۱۹۸۴
- ربکا رومین ۱۹۷۲
- کریستین رز ۱۹۵۱
- امیلی روز (هنرپیشه زن) ۱۹۸۱
- Margot Rose ۱۹۵۶
- دایانا راس ۱۹۴۴
- کاترین راس ۱۹۴۰
- تریسی الیس راس ۱۹۷۲
- امی رسوم ۱۹۸۶
- لیلیان روث ۱۹۱۰–۱۹۸۰
- Misty Rowe ۱۹۵۰
- ویکتوریا راول ۱۹۵۹
- جنا رولندز ۱۹ ژوئن ۱۹۳۰ ‏(۹۴ سال)
- زلدا روبنشتاین ۱۹۳۳–۲۰۱۰
- مایا رودولف ۱۹۷۲
- سارا رو ۱۹۷۹
- مرسدس روئل ۱۹۴۸
- جنیس ولکر ۱۹۳۱–۲۰۰۳
- اولسیا رولین ۱۹۸۶ (زاد روسیه)
- Jennifer Runyon ۱۹۶۰
- دبرا جو روپ ۱۹۵۱
- اودیا راش ۱۹۹۷ (زاده اسرائیل)
- بتسی راسل ۱۹۶۳
- گیل راسل ۱۹۲۴–۱۹۶۱
- جین راسل ۱۹۲۱–۲۰۱۱
- کری راسل ۱۹۷۶
- روسالیند راسل ۱۹۰۷–۱۹۷۶
- ترزا راسل ۱۹۵۷
- دیانا روسو ۱۹۷۹
- رنه روسو ۱۹۵۴
- کلی رادرفورد ۱۹۶۸
- امی رایان ۱۹۶۹
- بلانچارد راین ۱۹۶۷
- دبی راین ۱۹۹۳
- آیلین راین ۱۶ اکتبر ۱۹۲۸ ‏(۹۶ سال)
- آیرین رایان ۱۹۰۲–۱۹۷۳
- جری راین ۱۹۶۸
- مگ رایان ۱۹۶۱
- وینونا رایدر ۱۹۷۱

## S
- کتی سکف ۱۹۸۰
- کیتی سیگال ۱۹۵۴
- اوا ماری سنت ۴ ژوئیهٔ ۱۹۲۴ ‏(۱۰۰ سال)
- سوزان سن جیمز ۱۹۴۶
- جیل سنت جان ۱۹۴۰
- زویی سالدانا ۱۹۷۸
- لورا سن جاکومو ۱۹۶۲
- کیلی سانچز ۱۹۷۶
- ارین ساندرز ۱۹۹۱
- جکی سندلر ۱۹۷۴
- مایا سارا ۱۹۶۷
- سوزان ساراندون ۱۹۴۶
- تورا ساتانا ۱۹۳۸–۲۰۱۱
- آلیسون اسکالیوتی ۱۹۹۰
- جیا اسکالا ۱۹۳۴–۱۹۷۲ (English-born)
- دیانا اسکاروید ۱۹۵۵
- کسی اسکربو ۱۹۹۰
- آنابلا شورا ۱۹۶۰
- اشلی اسکات ۱۹۷۷
- لیزابث اسکات،  born ۲۹ سپتامبر ۱۹۲۲ ‏(۱۰۲ سال)
- مارتا اسکات ۱۹۱۲–۲۰۰۳
- امی سداریس ۱۹۶۱
- کیرا سجویک ۱۹۶۵
- Sandra Seacat 1936
- ماریان سلدس ۲۳ اوت ۱۹۲۸ ‏(۹۶ سال)
- کریستین سراتوس ۱۹۹۰
- خوان سورنس ۱۹۵۸
- کلویی سونی ۱۹۷۴
- آماندا سایفرد ۱۹۸۵
- سارا شاهی ۱۹۸۰
- مالی شنون ۱۹۶۴
- لیندزی شا ۱۹۸۹
- عالیه شوکت ۱۹۸۹
- آن شدین ۱۹۴۹
- آلای شیدی ۱۹۶۲
- آدرین شلی ۱۹۶۶–۲۰۰۶
- مارلی شلتن ۱۹۷۴
- سیبل شفرد ۱۹۵۰
- شری شپرد ۱۹۶۷
- ان شرایدن ۱۹۱۵–۱۹۶۷
- لیزا شریدن ۱۹۷۴
- بروک شیلدز ۱۹۶۵
- تالیا شایر ۱۹۴۶
- آن شرلی ۱۹۱۸–۱۹۹۳
- داینا شور ۱۹۱۶–۱۹۹۴
- الیزابت شو ۱۹۶۳
- گابوری سیدیب ۱۹۸۳
- سیلویا سیدنی ۱۹۱۰–۱۹۹۹
- مگی سیف ۱۹۷۴
- جیمی لین سیگلر ۱۹۸۱
- Karen Sillas ۱۹۶۳
- لسلی سیلوا ۱۹۶۸
- سارا سیلورمن ۱۹۷۰
- آلیشیا سیلورستون ۱۹۷۶
- جسیکا سیمپسون ۱۹۸۰
- مالی سیمز ۱۹۷۳
- لوری سینگر ۱۹۵۷
- مارینا سیرتیس ۱۹۵۵
- جنیفر اسکای ۱۹۷۶
- آزورا اسکای ۱۹۸۱
- آیونی اسکای ۱۹۷۰
- هلن اسلتر ۱۹۶۳
- امی اسمارت ۱۹۷۶
- جین اسمارت ۱۹۵۱
- آمبر اسمیت ۱۹۷۱
- جاکلین اسمیت ۱۹۴۵
- کلیتا اسمیت ۱۹۶۹
- تاشا اسمیت ۱۹۷۱
- لوئیس اسمیت ۳ نوامبر ۱۹۳۰ ‏(۹۴ سال)
- شاونی اسمیت ۱۹۷۰
- جان اسمیترس ۱۹۴۹
- کری اسنادگرس ۱۹۴۵–۲۰۰۴
- بریتنی اسنو ۱۹۸۶
- لیزا اسنایدر ۱۹۶۸
- لیلی سوبیسکی ۱۹۸۳
- رینا سافر ۱۹۶۸
- مارلا سوکولف ۱۹۸۰
- بونی سامرویل ۱۹۷۴
- فیلیس سامرویل ۱۹۴۴
- سوزان سامرس ۱۹۴۶
- گیل سوندرگارد ۱۸۹۹–۱۹۸۵
- برندا سونگ ۱۹۸۸
- میرا سوروینو ۱۹۶۷
- شانین سوسامون ۱۹۷۸
- آن سوترن ۱۹۰۹–۲۰۰۱
- سیسی اسپیسک ۱۹۴۹
- بریتنی اسپیرز ۱۹۸۱
- جیمی لین اسپیرز ۱۹۹۱
- Danielle Spencer ۱۹۶۵
- اکتاویا اسپنسر ۱۹۷۰
- کلی استیبلز ۱۹۷۸
- کیم استنلی ۱۹۲۵–۲۰۰۱
- باربارا استانویک ۱۹۰۷–۱۹۹۰
- جین استاپلتون ۱۹۲۳–۲۰۱۳
- مورین استیپلتون ۱۹۲۵–۲۰۰۶
- کارن استیل ۱۹۳۱–۱۹۸۸
- مری استینبورگن ۱۹۵۳
- هیلی استاینفلد ۱۹۹۶
- جن استرلینگ ۱۹۲۱–۲۰۰۴
- میندی استرلینگ ۱۹۵۳
- کانی استیونز ۱۹۳۸
- الین استوارت ۱۹۳۰–۲۰۱۱
- کریستن استوارت ۱۹۹۰
- جولیا استایلز ۱۹۸۱
- اما استون ۱۹۸۸
- جنیفر استون ۱۹۹۳
- شارون استون ۱۹۵۸
- آلیسون استونر ۱۹۹۳
- مادلین استو ۱۹۵۸
- بیاتریس استرایت ۱۹۱۴–۲۰۰۱
- سوزان استراسبرگ ۱۹۳۸–۱۹۹۹
- مریل استریپ ۱۹۴۹
- باربارا استرایسند ۱۹۴۲
- برندا استرانگ ۱۹۶۰
- جسیکا استروپ ۱۹۸۶
- سالی استروتهرس ۱۹۴۷
- گلوریا استوارت ۱۹۱۰–۲۰۱۰
- مارگارت سولاوان ۱۹۰۹–۱۹۶۰
- منا سوواری ۱۹۷۹
- دامینیک سوین ۱۹۸۰
- هیلاری سوانک ۱۹۷۴
- گلوریا سوانسون ۱۸۹۹–۱۹۸۳
- کریستی سوانسون ۱۹۶۹
- جولیا سویینی ۱۹۵۹
- جودی سوئیتین ۱۹۸۲
- تیلور سوئیفت ۱۹۸۹
- لرتا اسویت ۱۹۳۷
- کریستین سادرلند ۱۹۵۵
- راون سایمون ۱۹۸۵

## T
- نیتا تالبوت ۸ اوت ۱۹۳۰ ‏(۹۴ سال)
- پاتریشیا تالمن ۱۹۵۷
- کنستانس تلمج ۱۸۹۸–۱۹۷۳
- ناتالی تلمج ۱۸۹۶–۱۹۶۹
- نورما تالماج ۱۸۹۴–۱۹۵۷
- آمبر تامبلین ۱۹۸۳
- جسیکا تندی ۱۹۰۹–۱۹۹۴
- شرون تیت ۱۹۴۳–۱۹۶۹
- کریستین تیلور ۱۹۷۱
- الیزابت تیلور ۱۹۳۲–۲۰۱۱
- هالند تیلور ۱۹۴۳
- جنیفر بینی تیلور ۱۹۷۲
- لی تیلور-یانگ ۱۹۴۵
- لیلی تیلور (بازیگر) ۱۹۶۷
- اسکاوت تیلر-کامپتن ۱۹۸۹
- ایمی تیگاردن ۱۹۸۹
- شرلی تمپل ۱۹۲۸–۲۰۱۴
- تیا تکسادا ۱۹۷۱
- شارلیز ترون ۱۹۷۵ (زاده آفریقای جنوبی)
- تیفانی تیسون ۱۹۷۴
- لین تیگپن ۱۹۴۸–۲۰۰۳
- مارلو توماس ۱۹۳۷
- میشل توماس (بازیگر) ح. ۱۹۶۸ – ۱۹۹۸
- لی تامپسون ۱۹۶۱
- سوزانا تامپسون ۱۹۵۸
- بلا تورن ۱۹۹۷
- کورتنی تورن-اسمیت ۱۹۶۷
- اوما تورمن ۱۹۷۰
- جین تیرنی ۱۹۲۰–۱۹۹۱
- مورا تیرنی ۱۹۶۵
- پاملا تیفین ۱۹۴۲
- جنیفر تیلی ۱۹۵۸
- مگ تیلی ۱۹۶۰
- ادیسن تیملین ۱۹۹۱
- آنا لیگ تیپتون ۱۹۸۸
- اشلی تیزدیل ۱۹۸۵
- تلما تود ۱۹۰۶–۱۹۳۵
- لورن تام ۱۹۶۱
- مریسا تومه ۱۹۶۴
- تاملین تومیتا ۱۹۶۶
- لیلی تاملین ۱۹۳۹
- جینا تورس ۱۹۶۹
- آدری توتر ۱۹۱۷–۲۰۱۳
- کاترین تون ۱۹۷۸
- میشل تراختنبرگ ۱۹۸۵
- نانسی تراویس ۱۹۶۱
- کلر تروور ۱۹۱۰–۲۰۰۰
- جین تریپل‌هورن ۱۹۶۳
- ریچل ترو ۱۹۶۶
- رابین تونی ۱۹۷۲
- جنین ترنر ۱۹۶۲
- کاتلین ترنر ۱۹۵۴
- لانا ترنر ۱۹۲۱–۱۹۹۵
- آیشا تایلر ۱۹۷۰
- لیو تایلر ۱۹۷۷
- سوزان تایرل ۱۹۴۵–۲۰۱۲
- سیسیلی تایسون ۱۹ دسامبر ۱۹۳۳ ‏(۹۱ سال) ?
- کیتلین تارور ۱۹۸۹

## U
- آلانا اوباک ۱۹۷۵
- لزلی اوگامس ۱۹۴۳
- کری آندروود ۱۹۸۳
- گابریله یونیون ۱۹۷۲
- کیت آپتن ۱۹۹۲

## V
- اما واتسون ۱۹۹۰
- برندا واکارو ۱۹۳۹
- آمبر والتا ۱۹۷۴
- Danitra Vance ۱۹۵۴–۱۹۹۴
- ویویان ونس ۱۹۰۹–۱۹۷۹
- میمی وان دورن ۶ فوریهٔ ۱۹۳۱ ‏(۹۴ سال)
- جو وان فلیت ۱۹۱۴–۱۹۹۶
- شانتل ونسانتن ۱۹۸۵
- دیان وارسی ۱۹۳۸–۱۹۹۲
- لیز وسی ۱۹۷۲
- سوفیا واسیلویا ۱۹۹۲
- الکسا وگا ۱۹۸۸
- نیدین ولاسکز ۱۹۷۸
- سوفیا ورگارا ۱۹۷۲ (زاده کلمبیا)
- ایوت ویکرز ۱۹۲۸–۲۰۱۰
- نانا ویزیتور ۱۹۵۷
- جنا وان اوی ۱۹۷۷
- لارک ورهیز ۱۹۷۴

## W
- لیندسی واگنر ۱۹۴۹
- ناتاشا گرکسون واگنر ۱۹۷۰
- شاونا والدرون ۱۹۸۲
- دی والاس ۱۹۴۸
- مارسیا والاس ۱۹۴۲–۲۰۱۳
- کونزنی والیس ۲۰۰۳
- کیت والش ۱۹۶۷
- میارا والش ۱۹۸۸
- لیزا ان والتر ۱۹۶۳
- نانسی والترز ۱۹۳۳–۲۰۰۹
- لاسا وارد ۱۹۵۶
- سوزان وارد ۱۹۷۶
- جولی وارنر ۱۹۶۵
- جنیفر وارن ۱۹۴۱
- لزلی ان وارن ۱۹۴۶
- فردی واشینگتن ۱۹۰۳–۱۹۹۴
- کری واشینگتن ۱۹۷۷
- اتل واترز ۱۸۹۶–۱۹۷۷
- کارول وین ۱۹۴۲–۱۹۸۵
- سیگورنی ویور ۱۹۴۹
- ویرجینیا وایدلر ۱۹۲۷–۱۹۶۸
- ریچل وایس ۱۹۷۰
- راکوئل ولش ۱۹۴۰
- تانی ولش ۱۹۶۱
- تیوزدی ولد ۱۹۴۳
- داون ولز ۱۹۳۸
- مائه وست ۱۸۹۳–۱۹۸۰
- سلیا وستون ۱۹۵۱
- شنون وری ۱۹۶۴
- بتی وایت ۱۷ ژانویهٔ ۱۹۲۲ ‏(۱۰۳ سال)
- کارن مالینا وایت ۱۹۶۵
- لین ویتفیلد ۱۹۵۳
- می ویتمن ۱۹۸۸
- گریس لی ویتنی ۱ آوریل ۱۹۳۰ ‏(۹۴ سال)
- دایان ویست ۱۹۴۸
- کریستن ویگ ۱۹۷۳
- اولیویا وایلد ۱۹۸۴
- کارا ویلیامز ۲۹ ژوئن ۱۹۲۵ ‏(۹۹ سال)
- سیندی ویلیامز ۱۹۴۷
- استر ویلیامز ۱۹۲۱–۲۰۱۳
- جوبت ویلیامز ۱۹۴۸
- میشل ویلیامز ۱۹۸۰
- ونسا ای ویلیامز ۱۹۶۳
- زلدا ویلیامز ۱۹۸۹
- کیمبرلی ویلیامز-پیزلی ۱۹۷۱
- رومر ویلیس ۱۹۸۸
- بریجت ویلسون ۱۹۷۳
- ریتا ویلسون ۱۹۵۶
- شری جی. ویلسون ۱۹۵۸
- کامیل وینبوش ۱۹۹۰
- اپرا وینفری ۱۹۵۴
- دبرا وینگر ۱۹۵۵
- مر وینینگام ۱۹۵۹
- مری الیزابت وینستد ۱۹۸۴
- آریل وینتر ۱۹۹۸
- شلی وینترز ۱۹۲۰–۲۰۰۶
- ریس ویترسپون ۱۹۷۶
- آلیشیا ویت ۱۹۷۵
- کولت وولف ۱۹۸۰
- دبورا آن ول ۱۹۸۵
- ایوان ریچل وود ۱۹۸۷
- لانا وود ۱۹۴۶
- ناتالی وود ۱۹۳۸–۱۹۸۱
- الفری وودار ۱۹۵۲
- شی‌لین وودلی ۱۹۹۳
- جوآن وودوارد ۲۷ فوریهٔ ۱۹۳۰ ‏(۹۵ سال)
- شنون وودوارد ۱۹۸۴
- فی ری ۱۹۰۷–۲۰۰۴
- نو باشه رایت ۱۹۷۰
- رابین رایت ۱۹۶۶
- ترزا رایت ۱۹۱۸–۲۰۰۵
- جین وایمن ۱۹۱۷–۲۰۰۷
- جین وایت ۱۹۱۰–۲۰۰۶

## Y
- امی یاسبک ۱۹۶۲
- مورگان یورک ۱۹۹۳
- لرتا یونگ ۱۹۱۳–۲۰۰۰
- شان یانگ ۱۹۵۹

## Z
- گریس زابریسکی ۱۹۴۱
- پیا زادورا ۱۹۵۴
- کارمن زاپاتا ۱۹۲۷–۲۰۱۴
- ناتالی زی ۱۹۷۵
- رنه زلوگر ۱۹۶۹
- زندیا ۱۹۹۶
- مادلین زیما ۱۹۸۵
- ایوون زیما ۱۹۸۹
- استفانی زیمبالیست ۱۹۵۶
- دافنه زونیگا ۱۹۶۲

See key to entries above.